# Acanthopagrus berda
Acanthopagrus berda е вид бодлоперка от семейство Sparidae. Видът не е застрашен от изчезване.

## Разпространение и местообитание
Разпространен е в Бангладеш, Джибути, Египет, Еритрея, Зимбабве, Йемен, Израел, Индия (Андамански острови), Индонезия, Йордания, Иран, Кения, Коморски острови, Мадагаскар, Малайзия, Малдиви, Мианмар, Мозамбик, Обединени арабски емирства, Оман, Пакистан, Саудитска Арабия, Сейшели, Сингапур, Сомалия, Судан, Тайланд, Танзания, Шри Ланка и Южна Африка.
Обитава сладководни и полусолени басейни и морета. Среща се на дълбочина от 1 до 24,5 m, при температура на водата около 25,7 °C и соленост 36,4 ‰.

## Описание
На дължина достигат до 90 cm, а теглото им е максимум 3200 g.
Продължителността им на живот е около 14 години.